# StackMat Timer

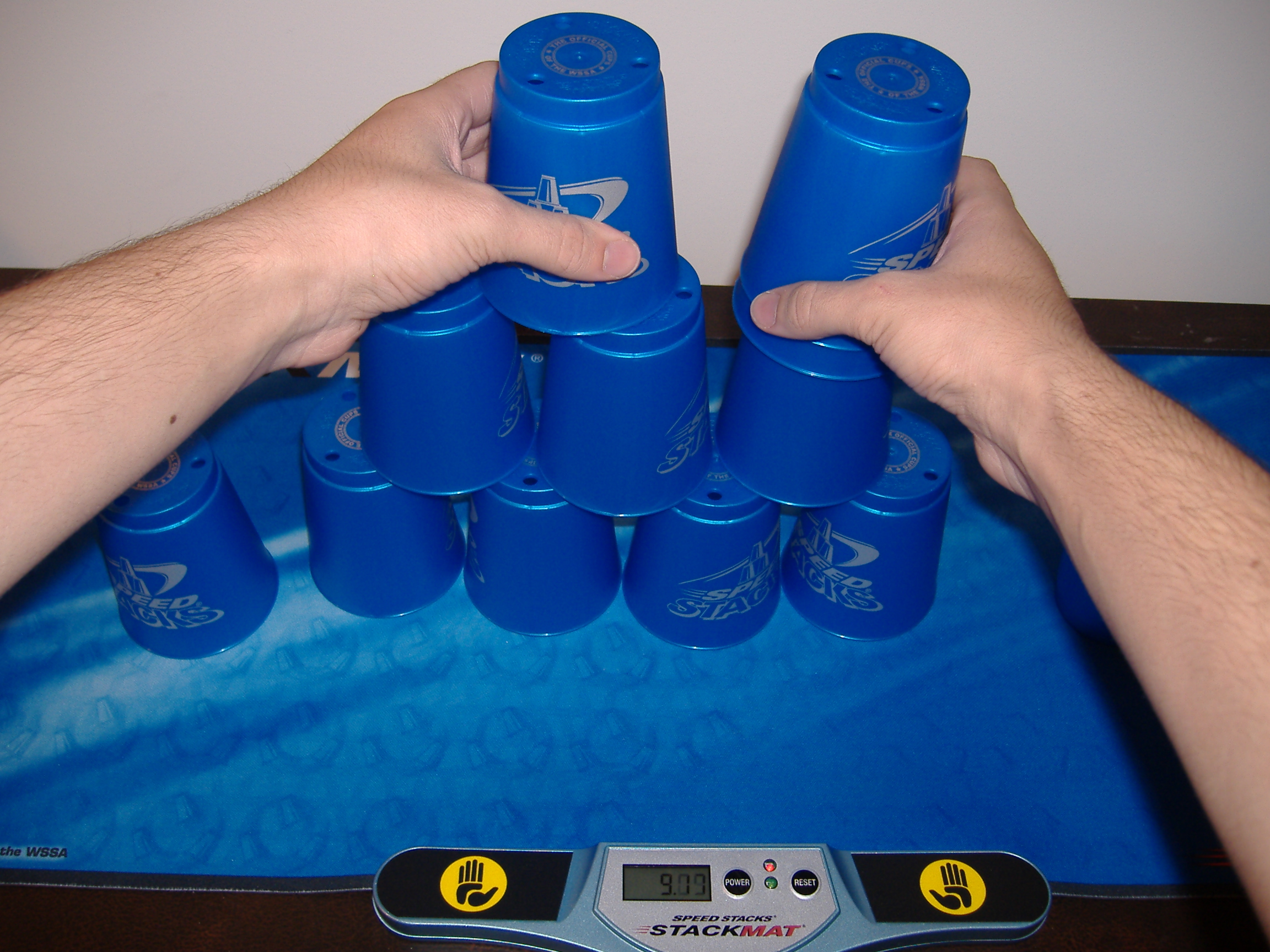
Uno StackMat Timer "First generation" ed i bicchieri per lo Speed Stacking

Lo StackMat Timer è il cronometro utilizzato in tutte le competizioni ufficiali WCA ed in tutte le competizioni di "Speed Stacking".

Attualmente ne esistono quattro versioni, la "First Generation" e la "Second Generation e così via, l'ultima delle quali utilizzata nelle competizioni WCA data la sua maggior accuratezza.

## Stackmat Timer "First Generation"
Il timer ha una sensibilità di 0"16, caratteristica che lo rende inadatto per le competizioni ufficiali. È stato per molto tempo il timer più venduto ed utilizzato dagli speedcuber di tutto il mondo. Non è provvisto di memoria; alcuni modelli hanno l'entrata per il cavo che collega l'apparecchio al PC.

## StackMat Timer "Second Generation"
Ha una sensibilità di 0"01, caratteristica per la quale viene usato nelle competizioni ufficiali, è provvisto di una memoria interna che permette di salvare 3 tempi ed è dotato di una porta per il collegamento con il PC.

## StackMat Timer "Third Generation"
Ha una sensibilità di 0"01, anche se non viene usato nelle competizioni ufficiali perché non può essere collegato ad un timer o pc. Come il primo modello non è provvisto di memoria. Dato che lo differenzia è il nuovo design per i pulsanti "Power" e "Reset".

## StackMat Timer "Pro"
È l'ultima versione distribuita. Ha una sensibilità di 0"001, ma attualmente non è utilizzato nelle competizioni ufficiali. Ha tutte le caratteristiche del timer di seconda generazione, inoltre vengono portate nuove modifiche al design, oltre a quelle introdotte nel timer di terza generazione, le parti laterali dove si appoggiano le mani hanno uno stile differente.